# Lakshmi Sehgal

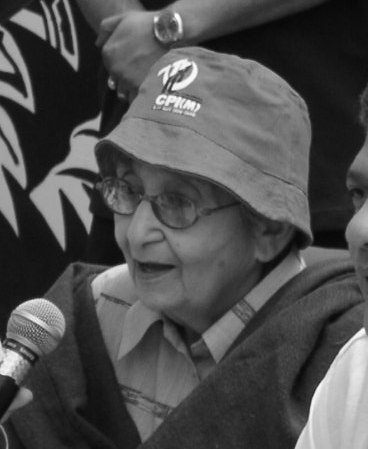
Lashmi Seghal

Lakshmi Sehgal, född Swaminathan 24 oktober 1914 i Madras, död 23 juli 2012, var en indisk politiker och läkare.
Under andra världskriget var Sehgal minister med ansvar för organiserandet av kvinnorna i "Arzi Hukumate Azad Hind" ("Fria Indiens provisoriska regering"), den quislingregim som sattes upp av Subhash Chandra Bose med japanskt stöd. Samtidigt var Sehgal också befälhavare för ett kvinnligt regemente i Indian National Army (INA). 
I mars 1947 gifte hon sig med Prem Sehgal, en annan tidigare ledare inom INA. Paret bosatte sig i Kanpur där Lashmi Seghal återupptog sin läkarpraktik. År 1971 anslöt hon sig till Communist Party of India (Marxist) och fick en ledande roll i partiets kvinnoorganisation All India Democratic Womens Association. 
År 1988 fick hon Padma Vibhushan-priset. År 2002 nominerades hon av Communist Party of India (Marxist), Communist Party of India, Revolutionary Socialist Party och All India Forward Bloc som kandidat till Indiens president. Hon blev därmed A.P.J. Abdul Kalams enda motkandidat.